# Ненадувка
Ненадувка (пол. Nienadówka) — село в Польщі, у гміні Соколів-Малопольський Ряшівського повіту Підкарпатського воєводства.
Населення — 2813 осіб (2011).
У 1975-1998 роках село належало до Ряшівського воєводства.

## Демографія
Демографічна структура станом на 31 березня 2011 року:
|          | Загалом | Допрацездатний вік | Працездатний вік | Постпрацездатний вік |
| -------- | ------- | ------------------ | ---------------- | -------------------- |
| Чоловіки | 1391    | 322                | 926              | 143                  |
| Жінки    | 1422    | 333                | 817              | 272                  |
| Разом    | 2813    | 655                | 1743             | 415                  |